# São Felipe
São Felipe este un oraș în statul Bahia (BA) din Brazilia.